# Мизофобия
Мизофо́бия, также молизмофо́бия (от др.-греч. μύσος — грязь, загрязнение, осквернение, ненависть + фобия — страх; англ. mysophobia, misophobia) — навязчивый страх загрязнения либо заражения, стремление избежать соприкосновения с окружающими предметами. Человека, который испытывает подобный страх, называют мизофобом.
Термин был впервые введён Уильямом А. Хаммондом (англ. William A. Hammond), описавшим в 1879 году синдром навязчивых состояний, проявлявшийся в том, что наблюдаемый постоянно мыл руки. После этого мизофобией долгое время считалось именно навязчивое желание постоянного мытья рук. Однако Гарри Стэк Салливан, американский психолог и психоаналитик, отмечал, что, хотя страх перед грязью и лежит в основе проявления этого синдрома, в этот момент человек думает не о микробах, а лишь о том, что «его руки должны быть вымыты».
Известна также как гермофобия (от англ. germ, микроб) — боязнь микробов, — так как часто причиной боязни соприкосновения с предметами является боязнь попадания микробов, находящихся на их поверхности, на руки (не путать с германофобией). Другие названия: бациллофобия и бактериофобия.
Некоторые известные личности страдали или страдают подобным расстройством. Среди них:
- Никола Тесла,
- Говард Хьюз,
- Джоан Кроуфорд,
- Фридрих Ницше,
- Артур Шопенгауэр[4],
- Дональд Трамп,
- Камерон Диас,
- Хоуи Мэндел[5],
- Владимир Маяковский[6],
- Вячеслав Добрынин[7].

Герой телесериала «Теория Большого взрыва» Шелдон Купер очень внимательно относится к вопросам гигиены, старается избегать прикосновений к другим людям, часто обрабатывает руки антисептиком, панически боится болеющих людей.